# I due Figaro (Carafa)
I due Figaro o sia Il soggetto di una commedia (en español “Los dos Fígaros o el argumento de una comedia”) es una ópera en dos actos del compositor italiano Michele Carafa, con libreto en italiano de Felice Romani, basado en la comedia Les deux Figaro de Honoré-Antoine Richaud Martelly. Fue estrenada en el Teatro de La Scala de Milán el 6 de junio de 1820. Una revisión francesa, con libreto traducido y adaptado por Aimé Leborne y Victor Tirpenne, fue estrenada el 22 de agosto de 1827 en el Teatro del Odéon de París con el título de Les deux Figaro ou Le sujet de comédie, dividida ahora en 3 actos.

## Historia
Es probable que Michele Carafa hubiera tenido ocasión de ver la obra teatral de Martelly durante su primera estancia en París (la obra se mantuvo en cartel desde su estreno en 1790 hasta 1813), y que fuera él mismo quien le propusiera el argumento a Felice Romani.
La ópera se estrenó en La Scala de Milán en 1820, en el momento de mayor gloria del autor, que le sirve para ser invitado a París para componer para la Opéra-Comique. El compositor, cuya situación se estaba haciendo peligrosa en Nápoles por su ideología política liberal, transmitida entre otras en esta ópera, aceptó el encargo, y se trasladó a la capital francesa, donde desarrollará la mayor parte de su carrera posterior. A causa de esto, pese al éxito de la obra, no hay constancia de que fuera representada en más ocasiones..
En 1827, ya definitivamente instalado en París, Carafa realiza una adaptación francesa de la obra, cuyo libreto será traducido y adaptado por Aimé Leborne (a quien el compositor conocía de su estancia en Italia tras ganar el Premio Roma en 1820 y que colaborarían posteriormente en "Violette") y Victor Tirpenne, y que pasará de 2 a 3 actos. La ópera no tuvo éxito en este caso.
La ópera fue recuperada en época moderna en el festival de Bad Wildbad en 2006, y posteriormente en Zúrich en 2014.

## Personajes
| Personaje                                       | Voz          | Elenco del estreno Director de orquesta: Alessandro Rolla |
| ----------------------------------------------- | ------------ | --------------------------------------------------------- |
| Conte d’Almaviva                                | tenor        | Gaetano Crivelli                                          |
| Contessa                                        | mezzosoprano | Elena Badoer                                              |
| Inez (su hija)                                  | soprano      | Elisabetta Ferron                                         |
| Cherubino (oculto bajo el nombre de Figaro)     | bajo         | Filippo Galli                                             |
| Figaro                                          | bajo         | Nicola De Grecis                                          |
| Susanna                                         | contralto    | Fanny Eckerlin                                            |
| Torribio (bajo el nombre de Don Alvaro)         | tenor        | Giuseppe Binaghi                                          |
| Plagio (joven escritor de comedias)             | barítono     | Giuseppe Fioravanti                                       |
| Notario                                         | bajo         | Paolo Rosignoli                                           |
| Vasallos y sirvientes del conde, de ambos sexos |              |                                                           |

Escenografía de Alessandro Sanquirico.

## Argumento
La acción tiene lugar en el castillo del Conte d’Almaviva, a pocas millas de Sevilla.
Acto I
Parque del castillo
Se va a celebrar una fiesta. Din Álvaro y Plagio esperan a Figaro, el primero para conseguir que éste le ayude a conseguir la mano de la hija del conde, y el segundo porque Figaro le ha prometido que el embrollo que va a suceder le servirá de base para una historia. Llega Figaro prometiéndoles que tendrán lo prometido. Figaro le cuenta a Plagio un resumen del argumento que tendrá que contar. Cuando se van aparece el conde, que ha decidido casar a su hija Inez con Don Alvaro, ya que no encuentra ninguna objeción hacia él. El conde desprecia el matrimonio por amor, ya que fue el motivo por el que se casó como Rosina y ya no sabe si sigue amándola (aria: Che mai giova). Figaro aparece y le dice que Alvaro tiene un vicio: es demasiado generoso, y al gastar tanto en los demás, luego no le queda para él, Pero esto consigue aumentar los deseos del conde de presentar a Alvaro ante la condesa y firmar el acuerdo esa misma noche. La llegada de la Condesa hace que ambos se marchen. Ésta llega acompañada de Inez y de Susanna. Inez está preocupada porque su padre ya está planeando casarla con Alvaro y ella quiere a Cherubino. Las dos mujeres le tranquilizan y Susanna recuerda todos los medios que tienen las mujeres para convencer a los hombres. Llega Figaro, que es rechazado por Susanna. Le preguntan a Figaro si el conde sigue con sus deseos de casar a Inez con Alvaro, lo que Figaro confirma. El Conde escucha que las mujeres van a tratar de impedir ese matrimonoio y aparece imponiendo tajantemente que se cumpla su voluntad. Se anuncia entonces la llegada de un desconocido: en realidad es Cherubino, disfrazado a la manera de Figaro, haciéndose pasar por un siervo al que su amo envía a trabajar para el conde. Inez y la condesa reconocen a Cherubino, no así el conde, que lo acepta a su servicio. A Figaro no le agrada la idea, más aún cuando el desconocido afirma llamarse también Figaro, pero se muestra satisfecho al ver que todo lo que está haciendo el conde es en realidad lo que él mismo desea.
Atrio del castillo
Cherubino e Inez se encuentran, pero son descubiertos por Figaro. Para evitar ser descubiertos, ambos fingen, cuando llega el conde, que ella le estaba pidiendo ayuda para no casarse con Alvaro y que él se niega a dársela. El conde les cree a ellos en lugar de a Figaro, a quien amenaza con despedir, y afirma que a partir de ahora solo se fiará del nuevo Figaro (Cherubino). Cuando Figaro se queda solo, piensa que quien está detrás de la trama para humillarlo es Susanna. Pero llega Plagio, diciéndole que le queda aun por escribir una escena de la obra, y cuando Figaro le dice que han surgido problemas, éste le sugiere que el desconocido puede ser en realidad un amante de Inez.
Jardín del castillo
Susanna le cuenta a Inez que tienen que tener cuidado con Figaro, pero le confirma que lo derrotarán. Cuando se van llegan Figaro y el conde. Figaro trata de convencerle de que el nuevo Figaro es en realidad un amante de Inez. Ambos se ocultan cuando aparecen Susanna y Cherubino, quienes prevenidos, quieren ocultarse para hablar, pero entran en la misma gruta en la que se habían escondido Figaro y el Conde. El conde hace venir a todos para desenmascarar al nuevo Figaro como amante de Inez, pero Cherubino disimula y afirma amar a Susanna. Esto despierta los celos de Figaro, quien se ve obligado a perdonarla delante de todos.
Acto II
Parque del castillo
Los aldeanos cotillean sobre lo ocurrido, mientras Plagio intenta obtener de ellos ideas para añadir a su obra. Llega Susanna, sabiendo que todos la miran, pero no le importa, ya que espera vencer al final. Cuando llega Figaro, se enfrenta a él, pero éste desea saber la identidad del nuevo Figaro. Llega Plagio, quien quiere narrarle su obra a Figaro, lo que permite a Susanna marcharse, mientras Figaro se enfurece. Plagio piensa que es por su carácter de genio y piensa seguir adulándolo.
Antecámara de Susanna
Se encuentran Inez, Susanna y Cherubino para preparar su plan. Pero son sorprendidos por Figaro, por lo que Cherubino e Inez se esconden cada uno en un armario. Figaro, enfurecido, le pide a Susanna la capa tras la que se esconde Cherubino, pero en ese momento llega el conde, quien insiste ante la condesa en su plan de casar a Inez con Alvaro. Envía a Susanna a buscarla, pero ella pide que vayan todos, ya que podría resistirse. Figaro coge entonces su capa y descubre a Cherubin, y entonces mira en el tro armario y encuentra a Inez. Cherubino es incapaz de reaccionar, por lo que el conde se da cuenta de que ha caído en una trampa y expulsa tanto a Cherubino como a Susanna, para satisfacción de Figaro, que además de vencer se libra de su esposa. Mientras, el conde envía a Figaro en busca del notario. Inez llora su mala suerte. Susanna consigue con su astucia que el conde recuerde cuánto se amaron y le permita quedarse.
Galería
Alvaro es recibido por el conde para celebrar la boda. Llega Plagio y le entrega al conde la obra que ha escrito, que trata sobre un siervo que consigue controlar a su señor para que case a su hija con un impostor. Pero cuando Figaro llega con el notario, Cheruino descubre que Alvaro es en realidad Toribio, su antiguo servidor, y que todo ha sido una trama de Figaro. El conde, enfurecido, quiere echar a Figaro de su servicio, pero Susanna le suplica que le permita quedarse, y finalmente el conde acepta que Inez se case con Cherubino, frustrando así los planes de su criado.

## Estructura
- Sinfonia

Acto I
- Introducción Compagni al suon de' pifferi (Don Alvaro, Figaro, Plagio, Coro)
- Recitativo Il Conte mio signore
- Recitativo accompañado Ho risoluto alfin (Conte, Figaro)
- Cavatina Che mai giova (Conte, Figaro)
- Recitativo Eccellenza, fra poco
- Cavatina (Bolero) Colle dame più brillanti (Susanna)
- Recitativo Ma se pur non m'inganno
- Coro y Terceto Ben venute, ben venute (Inez, Susanna, Contessa, Coro)
- Recitativo Umilmente m'inchino
- Cavatina Un gentile Colonnello (Inez, Susanna, Cherubino, Conte, Figaro)
- Recitativo Io respiro
- Cuarteto No, Signora (Inez, Cherubino, Conte, Figaro)
- Recitativo Figaro!... Ti risveglia
- Finale Primo Né Susanna, né il mio bene (Inez, Susanna, Contessa, Cherubino, Conte, Figaro)

Atto II
- Introducción y Aria L'avventura è singolare (Plagio, Coro)
- Recitativo Ognun mi guarda e ride
- Terceto In quegl'occhi (Susanna, Figaro, Plagio)
- Recitativo Or comincio a capir...
- Sexteto Un momento! (Inez, Susanna, Contessa, Cherubino, Conte, Figaro)
- Recitativo Figaro! Mio Signore!
- Recitativo y Aria Oh! Come in un momento (Inez)
- Recitativo Vedran che non mi lascio
- Dueto Tu lo volesti, ingrata (Susanna, Conte)
- Escena y Aria Già per le vie del cielo (Cherubino, Coro)
- Recitativo Don Alvaro, scusate
- Aria y Finale secondo Che facesti, o scellerato! (Tutti, Coro)

## Discografía
| Año  | Reparto (Conte Almaviva, Contessa, Inez, Cherubino, Susana, Figaro)                          | Director de Orquesta | Sello discográfico |
| ---- | -------------------------------------------------------------------------------------------- | -------------------- | ------------------ |
| 2006 | Giorgio Trucco, Rossella Bevacqua, Eunshil Kim, Simon Bailey, Cinzia Rizzone, Carmine Monaco | Brad Cohen           | Bongiovanni        |